# Ogilvy
Pour les articles homonymes, voir Ogilvy (homonymie).
Ogilvy est une agence de publicité globale fondée à Madison Avenue par David Ogilvy. Ses clients historiques sont IBM, Coca-Cola Company, American Express, Nestlé.

## Campagnes notables
- IBM, "A Smarter Planet" (2010)[1]
- Ikea, "The Life Improvement Store" (2012)[2]
- Louis Vuitton, "The Greatest Words": autour de Mohammed Ali (2012)
- Dove, "The campaign for real beauty" (2006)[3]
- Coca-Cola, "Coke hands" réalisé par l'étudiant chinois Jonathan Mak Long (2012)[4]
- Spar Dir den Flug (« Économise ton billet d'avion ») mettant en vis-à-vis la boucle de la Sarre (en) et Horseshoe Bend (voir Transition vers une mobilité durable : Mobilités des personnes)

## Histoire d'Ogilvy
L'agence est avant tout liée au talent de son fondateur David Ogilvy. Stagiaire dans l'agence de publicité londonienne Mather & Crowther, il fut envoyé à New York en 1938 pour apprendre les techniques de publicité américaines. Après la guerre en 1948, il quitte la Pennsylvanie pour New York pour y ouvrir son agence avec l'aide de ses partenaires. 
Tout d'abord créée au 345 Madison Avenue sous le nom de Hewitt, Ogilvy, Benson & Mather, elle était au départ une tête de pont des agences britanniques Mather & Crowther et S.L. Benson à New York. 
L'agence connut un succès rapide et prend le nom Ogilvy, Benson & Mather, Inc. après le départ d'Anderson Hewitt en 1954. 

### Ogilvy & Mather
David Ogilvy fusionna son agence avec celle de ses protecteurs originaux, Mather & Crowther à la mort de son frère Francis en 1964 pour créer l'agence Ogilvy & Mather International Inc. Introduite en bourse à Londres et à New York dès avril 1966, l'agence fut réorganisée en Ogilvy Group en 1985. 
Elle fait partie du WPP Group depuis l'acquisition de Martin Sorrell en 1989.